# In situ

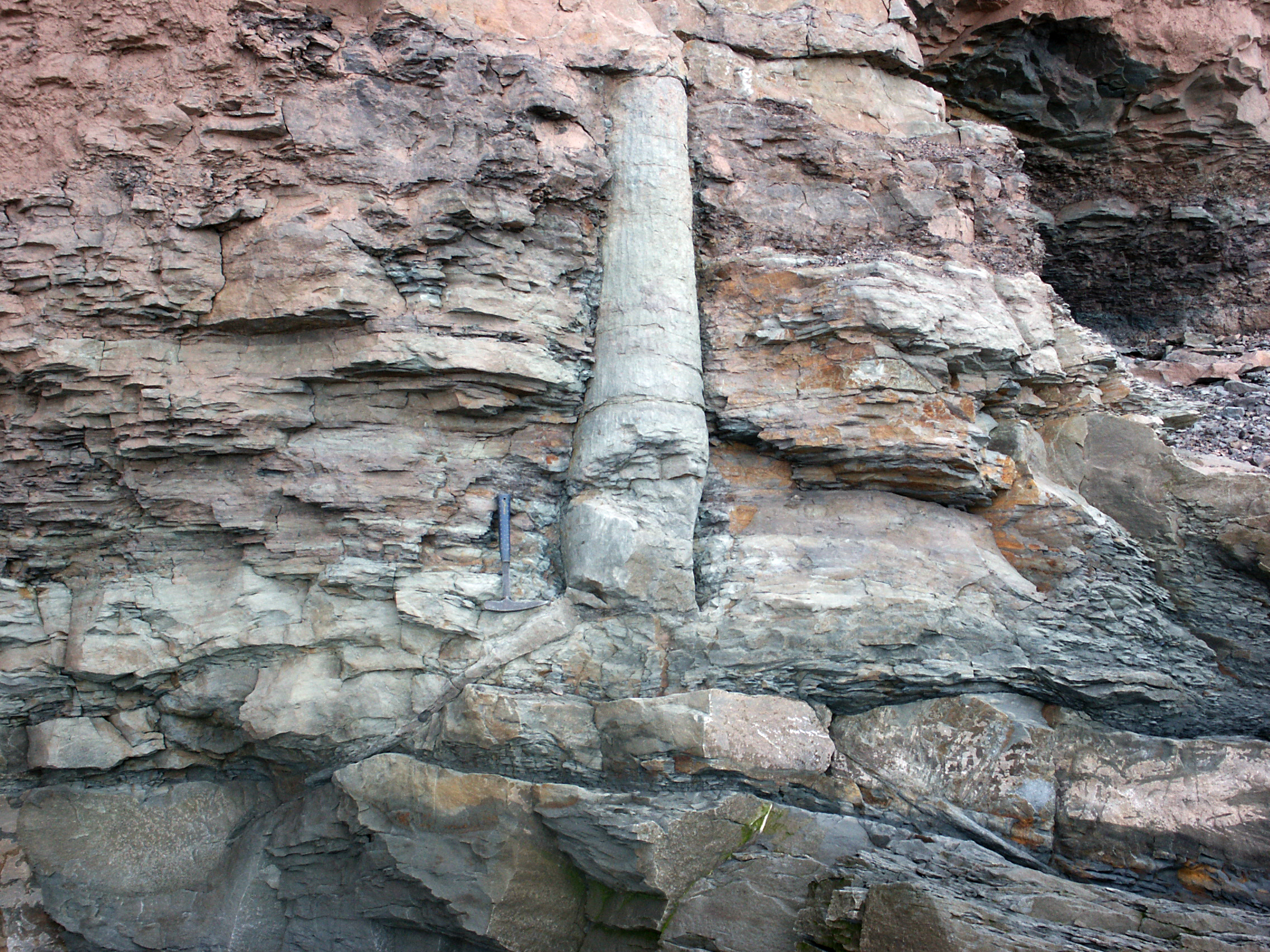
Registro fósil in situ de un tocón de árbol (Acantilados fosilíferos de Joggins, Canadá)

In situ es una expresión latina que significa 'en el sitio' o 'en el lugar', y que suele utilizarse para designar un fenómeno observado en el lugar, o una manipulación realizada en el lugar.
Esta expresión debe interpretarse con significados específicos y particulares, según el contexto donde se la aplica.

## Arte contemporáneo
En arte contemporáneo, in situ designa un método artístico o una obra que toma en cuenta el lugar donde es o será instalado o aplicado.

## Ciencia
En ciencia, in situ designa el análisis de un fenómeno exactamente en el lugar y condiciones donde el mismo se desarrolla (sin desplazamiento a un medio o lugar especial, y sin modificación de las condicionantes usuales o naturales). En ciertos casos, la significación puede llegar a ser intermedia o próxima a in vivo o in vitro. Por ejemplo, al examinar una célula de un órgano sin extirpación de la misma, el significado se acerca a examen in situ, lo que no necesariamente implica que el animal no haya sido sacrificado, o lo que no implica necesariamente que la persona se encuentre aún con vida. Claro, si el ser involucrado está muerto, la situación se aleja de una experiencia in vivo, pero ello no es exactamente lo mismo que trabajar y analizar una célula aislada (lo que podría constituir un buen ejemplo de experiencia in vitro).

## Ingeniería biomédica
Un ejemplo de ingeniería biomédica in situ implica los procedimientos para crear directamente un implante a partir del propio tejido del paciente dentro de los límites del quirófano.

## Ingeniería civil
En ingeniería civil y construcción in situ designa un método o técnica que se utiliza o tiene lugar en el mismo emplazamiento de la obra. Por ejemplo, el hormigón in situ es aquel al que se le da su forma definitiva en el lugar de la obra.

## Medio ambiente
En cuanto a la limpieza de un lugar contaminado, in situ designa un método de recuperación desarrollado en el lugar polucionado, por ejemplo, por aceleración de los procesos naturales, contrariamente a ex situ, en donde el suelo contaminado es excavado y transportado, para luego ser procesado y depurado en otro lugar, aunque este sea contiguo al que se excavó.

## Electrónica
En electrónica, la programación in situ indica la capacidad de programar un dispositivo directamente en la etapa final e inmediatamente antes de la ejecución.

## Paleontología
En tafonomía, se dice que un fósil está in situ cuando se encuentra en su posición estratigráfica, como contraposición a ex situ, cuando se encuentra desplazado, por ejemplo, rodado en la ladera de un afloramiento.